# Marjolein Philipsen
Marjolein Philipsen (La Haya, 15 de septiembre de 1966) es una deportista neerlandesa que compitió en natación sincronizada. Ganó dos medallas en el Campeonato Europeo de Natación, plata en 1983 y bronce en 1985.

## Palmarés internacional
| Campeonato Europeo | Campeonato Europeo | Campeonato Europeo | Campeonato Europeo |
| Año                | Lugar              | Medalla            | Prueba             |
| ------------------ | ------------------ | ------------------ | ------------------ |
| 1983               | Roma (Italia)      | Medalla de plata   | Equipo             |
| 1985               | Sofía (Bulgaria)   | Medalla de bronce  | Equipo             |